# Smash Mouth
Smash Mouth är ett amerikanskt rockband bildat 1994 i San José, Kalifornien. Medlemmar i gruppen är Steve Harwell (sång), Greg Camp (gitarr), Paul De Lisle (bas), och Michael Urbano (trummor). Gruppen tar in influenser från 1950- och 1960-talens musik i sitt sound. De slog igenom 1997 med låten "Walkin' on the Sun". 1999 kom nästa hit "All Star" uppföljd av "Then the Morning Comes".
Bandet har musik som varit med i filmer såsom Shrek, Snygg, sexig och singel, Rat Race (där de även gjorde en cameo), Inspector Gadget, en del tv-serier såsom Vänner eller olika tv-spel, till exempel Guitar Hero: On Tour.

## Medlemmar
Nuvarande medlemmar
- Steve Harwell – sång, piano (1994–2023)
- Paul De Lisle – basgitarr, bakgrundssång (1994– )
- Michael Klooster – keyboard, programmering, bakgrundssång (1997– ; turnerande medlem 1997–2008)
- Jason Sutter – trummor, slagverk (2006–2007, 2011, 2013– )
- Sean Hurwitz – gitarr, bakgrundssång (2011–2012, 2012– )

Tidigare medlemmar
- Kevin Coleman – trummor, slagverk (1994–1999)
- Greg Camp – gitarr, bakgrundssång, keyboard, turntables (studio) (1994–2008, 2009–2011)
- Michael Urbano – trummor, slagverk (1999, 2000–2006, 2009–2010)
- Mark Cervantes – slagverk, theremin, bakgrundssång (1999–2008)
- Mitch Marine – trummor, slagverk (1999–2000, 2006, 2007–2009, 2010)
- Leroy Miller – gitarr, bakgrundssång (2008–2009)
- Randy Cooke – trummor, slagverk, bakgrundssång (2010–2011, 2011–2012, 2013)
- Charlie Paxson – trummor, slagverk, bakgrundssång (2011, 2012–2013)
- Mike Krompass – gitarr, bakgrundssång (2012)
- Miles Zuniga – gitarr (turnerande medlem) (2013)

## Diskografi
Studioalbum
- 1997 – Fush Yu Mang
- 1999 – Astro Lounge
- 2001 – Smash Mouth
- 2003 – Get the Picture?
- 2005 – The Gift of Rock
- 2006 – Summer Girl
- 2012 – Magic

Singlar (urval)
- 1997 – "Walkin' on the Sun"
- 1997 – "Why Can't We Be Friends?"
- 1998 – "Can't Get Enough of You Baby"
- 1999 – "All Star"
- 1999 – "Then the Morning Comes"
- 2001 – "I'm a Believer"
- 2006 – "Story of My Life"
- 2006 – "So Insane"

Samlingsalbum
- 1999 – The East Bay Session (inofficiell samling med tidigt material)
- 2005 – All Star Smash Hits